# Beaulieu (fleuve)
Pour les articles homonymes, voir Beaulieu.
Le Beaulieu, anciennement l'Exe, est un fleuve du comté du Hampshire en Angleterre.
De sa source à son embouchure, il appartient en totalité au Baron Montagu de Beaulieu (en).